# Prasek
Prasek ist eine Gemeinde in Tschechien. Sie liegt fünf Kilometer östlich von Nový Bydžov und gehört zum Okres Hradec Králové.

## Geographie
Das Straßendorf Prasek befindet sich auf der Ostböhmischen Tafel. Es erstreckt sich auf einer Länge von drei Kilometern vom Praseker Forst im Osten bis zum Sattel zwischen Chlumberg (284 m) und der Dubina am Tal des Králický potok. Nordwestlich liegt der Teich Řasov.
Nachbarorte sind Řehoty, Chmelovice und Opatov im Norden, Kobylice im Nordosten, Staré Nechanice, Nechanice und Stýskal im Osten, Budín im Südosten, Zdechovice und Libeň im Süden, Humburky im Südwesten, Metličany und Nový Bydžov im Westen sowie Sloupno und Králíky im Nordwesten.

## Geschichte
Die erste urkundliche Erwähnung von Prasek erfolgte im Jahre 1312. Der Ort gehörte zur Herrschaft Bidschow. Im Laufe des 18. Jahrhunderts wurde das Dorf durch die Errichtung von Kötterhäusern stark vergrößert. In der Mitte des 19. Jahrhunderts eröffnete eine Dorfschule.
Nach der Aufhebung der Patrimonialherrschaften bildete Prask ab 1850 eine Gemeinde im Bezirk Nový Bydžov. 1921 erfolgte die Einführung des amtlichen Namens Prasek.
1961 wurde der Ort dem Okres Hradec Králové zugeordnet. Zwischen 1961 und 1991 waren Kobylice und Zdechovice eingemeindet.
Prasek besteht aus 228 Wohnhäusern.

## Gemeindegliederung
Für die Gemeinde Prasek sind keine Ortsteile ausgewiesen.

## Sehenswürdigkeiten

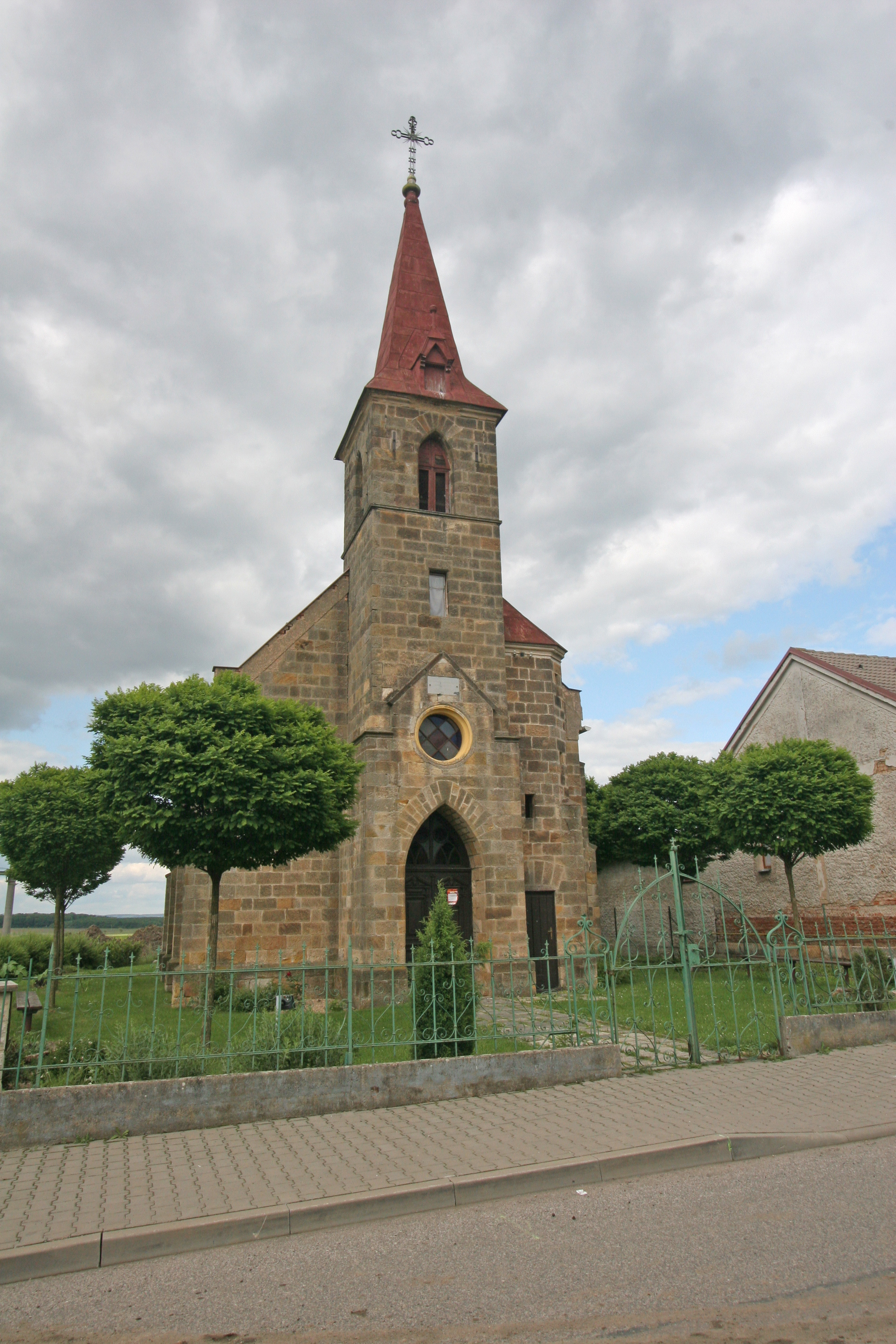
Kapelle

- neogotische Kapelle des Allerheiligsten Herzen des Herrn, errichtet 1900
- Statue des hl. Johannes von Nepomuk
- steinernes Kruzifix
- Gedenkstein für Fallschirmspringer im Zweiten Weltkrieg, im Praseker Forst

## Söhne und Töchter der Gemeinde
- Bohumil Němec (1873–1966), Botaniker und Universitätsprofessor